# 메이강 (태국)

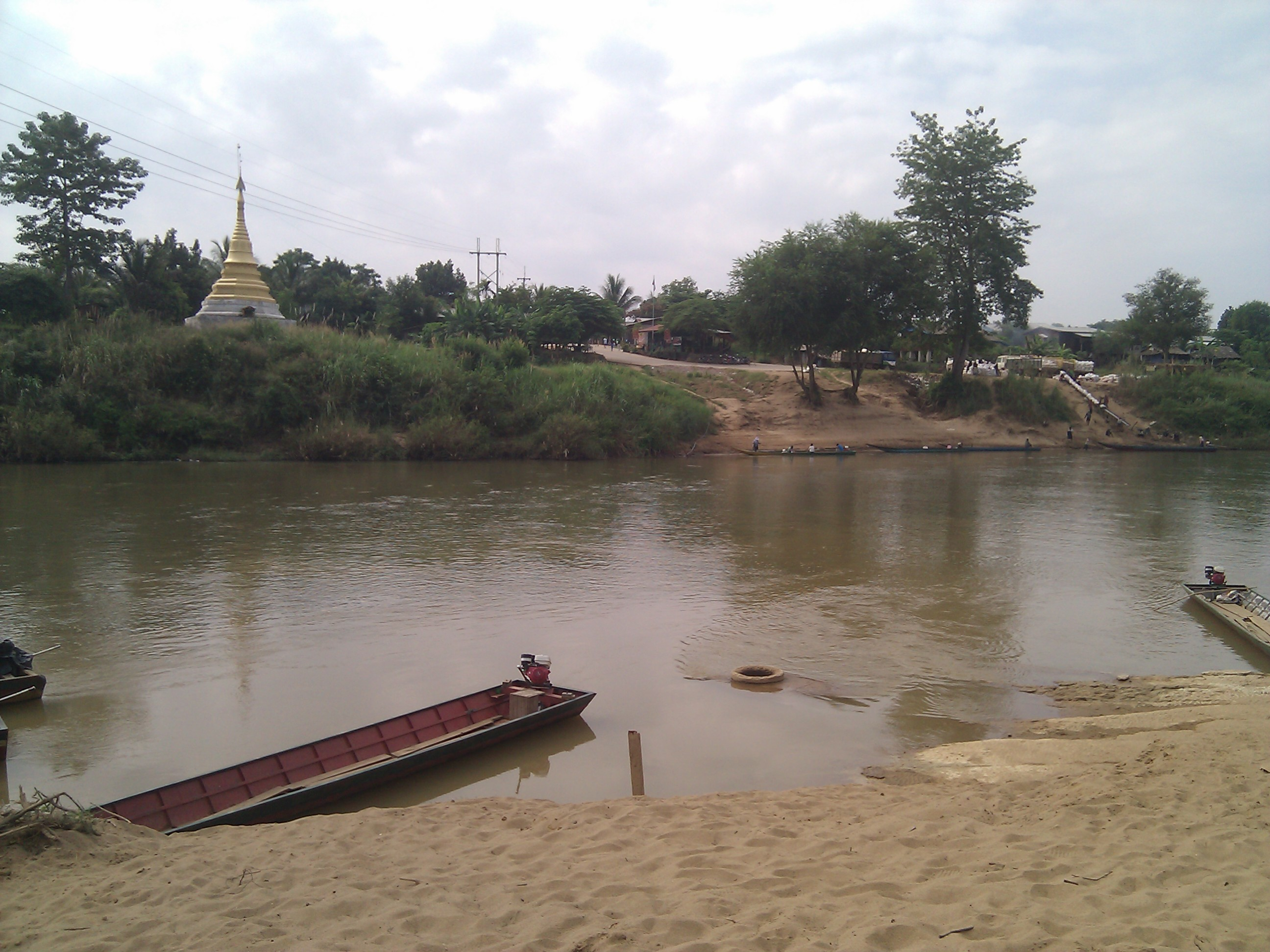
므이강

메이강 또는 므이강(태국어: แม่น้ำเมย 매남 므이[*]) 혹은 따웅인강(버마어: သောင်ရင် 따웅 인 미)은 땅륀강의 지류이다. 딱주의 폽프라군에서 발원한다. 태국의 대부분의 강들과 달리 북쪽으로 흐른다. 강은 태국과 미얀마 사이의 천연 국경을 형성한다. 므이강을 따라 남쪽에서 북쪽으로 매솟군, 매라맛군, 타송양군이 있고 매홍손주의 솝므이군에서 딴륀강으로 흘러 든다. 총 길이는 327 km이다.